# Меллор, Дэвид Хью
Дэвид Хью Меллор (10 июля 1938 — 21 июня 2020), также известный как Хью Меллор и обычно упоминается как Д. Х. Меллор — английский философ

 науки. Бывший профессор философии и про-вице-канцлер Кембриджского университета, на пенсии почётный профессор того же университета.

## Биография
Меллор родился в Лондоне. После изучения химической технологии в университете он занялся философией.
Основная сфера интересов — метафизика, кроме того: философия науки, философия сознания, вероятность, время и причинность, законы природы, теория принятия решений. Меллор был профессором философии в Кембриджском университете и научным сотрудником Дарвинского колледжа с 1971 по 2005 год. Широкое освещение в СМИ получила его кампания против присуждения почётной степени по философии французскому философу Жаку Деррида.
Он был президентом Аристотелевского общества в период с 1992 по 1993 год, членом Группы гуманистических философов в Британской гуманистической ассоциации и почётным сотрудником австралийской Академии гуманитарных наук. Он был сотрудником Британской Академии в период между 1983 и 2008 годами. На пенсии Меллор имел звание почётный профессор.
Меллор — театральный актёр-любитель.

## Публикации
- The Matter of Chance (1971). Cambridge University Press.
- Real Time (1981). Cambridge University Press.[7]
- Real Time II (1998). Routledge.[8]
- Matters of Metaphysics (1991). Cambridge University Press.
- The Facts of Causation (1995). Routledge.
- Probability: A Philosophical Introduction (2005). Routledge.
- Mind, Meaning, and Reality (2012). Oxford University Press.
- A festschrift, Real Metaphysics. (Hallvard Lillehammer and Gonzalo Rodriguez-Pereyra ed.) (2003).